# Liste der Kulturdenkmale im Concelho Cadaval
In der Liste der Kulturdenkmale im Concelho Cadaval sind alle Kulturdenkmale des portugiesischen Kreises Cadaval aufgeführt.

## Kulturdenkmale nach Freguesia

### Cadaval
|   | Offizielle Bezeichnung                                               | Beschreibung | Kategorie         | Stufe | Jahr | Bild |
| - | -------------------------------------------------------------------- | ------------ | ----------------- | ----- | ---- | ---- |
| 1 | Igreja de Nossa Senhora da Conceição (oder Igreja Matriz do Cadaval) |              | Sakralarchitektur | IIM   | 1996 |      |
| 2 | Haus und Kapelle der Quinta do Fidalgo                               |              | Zivilarchitektur  | IIM   | 1996 |      |

### Cercal
|   | Offizielle Bezeichnung                                     | Beschreibung | Kategorie         | Stufe | Jahr | Bild |
| - | ---------------------------------------------------------- | ------------ | ----------------- | ----- | ---- | ---- |
| 3 | Morabito do Cercal (oder Capela de Nossa Senhora da Ajuda) |              | Sakralarchitektur | IIP   | 1997 |      |

### Lamas
|   | Offizielle Bezeichnung                      | Beschreibung | Kategorie        | Stufe | Jahr | Bild |
| - | ------------------------------------------- | ------------ | ---------------- | ----- | ---- | ---- |
| 4 | Castro de Rocha Forte                       |              | Bodendenkmal     | MN    | 1910 |      |
| 5 | Real Fábrica de Gelo da Serra de Montejunto |              | Zivilarchitektur | MN    |      |      |

Legende: PM – Welterbe; MN – Monumento Nacional; IIP – Imóvel de Interesse Público; IIM – Imóvel de Interesse Municipal; VC – Klassifizierung läuft